# 下诺夫哥罗德区
下诺夫哥罗德区（俄語：Нижегородский район）是莫斯科东南行政区的一区，面积7.53平方公里，人口50,637人。下诺夫哥罗德站、新霍赫罗夫卡站、卡利特尼基站、安德罗诺夫卡站、佩罗沃站和丘赫林卡站位于本区内。